# Marahoué Nationalpark
Marahoué Nationalpark er en nationalpark i Elfenbenskysten. Den blev etableret i 1968 og har et areal på 1.010 km2. Imidlertid har den mistet næsten hele sit skovdække i de første to årtier af det 21. århundrede. I årenes løb er parken blevet beskadiget og overtaget af af mennesker og giver ikke længere passende levesteder for chimpanser eller mange andre store dyr.

## Historie
Parken blev etableret i 1968, i et tidligere vildtreservat, med stor mangfoldighed af levesteder. Her var 60% tæt skov, 15% sekundær skov, 5% galleriskov og 17% savanner med pletter af skov. I 1975 var der kakaoplantager og andre afgrøder på omkring 3% af arealet. I løbet af de næste par årtier var der været meget ulovlig skovhugst og bosætning inden for parkens grænser og skov er blev omdannet til landbrugsjord. Der blev ikke truffet effektive foranstaltninger for at forhindre disse indgreb. I 2014 var den primære skov helt forsvundet, og kun nogle få rester af den sekundære skov (12%) og galleriskov (4%) var tilbage. Af det resterende areal var 15 % landbrugsjord og plantager, og resten var savanne med pletter af træer.

## Geografi og miljø
Marahoué Nationalpark ligger i Sassandra-Marahoué-distriktet i den centrale del af Elfenbenskysten, vest for byen Bouaflé. En del af den østlige grænse er dannet af Marahouéfloden, en biflod til Bandamafloden. Terrænet består af lave bakker med dale imellem. Parken ligger på grænsen mellem skovklædte områder og den skovklædte savanne, og habitaterne i parken omfatter galleriskov, skovrester, savanner med spredte træer og vådområder omkring bassiner og vandløb.

### Flora
I galleriskoven og skovresterne findes træer som Triplochiton scleroxylon, nældetræ, Khaya grandifoliola, Erythrophleum ivorense og Terminalia superba. I savanneskoven er Diospyros mespiliformis, Afzelia africana, Lophira lanceolata og Daniellia oliveri mere almindelige.

### Fauna
Området har tidligere været stærkt skovbevokset, men i 2009 meldtes det at 93% af skoven var gået tabt i de foregående seks år. Reduktionen i skovdække har medført en reduktion i skovlevende pattedyr, hvor antallet af vestafrikanske chimpanser (Pan troglodytes verus) er reduceret kraftigt. En undersøgelse fra 2007 viste, at der var under 50 chimpanser i parken, og i 2018 blev der rapporteret at der ikke var nogen overhovedet. Andre pattedyr, der er registreret i parken, er den vestlige røde colobus (Piliocolobus badius), afrikansk elefant, afrikansk bøffel, bongoen, forskellige duikerantiloper, kob, vandbuk og koantilope  Naturbrande og krybskytteri er alvorlige problemer, så antallet af antiloper og primater er stærkt reduceret.
Der er registreret omkring 287 fuglearter i parken, blandt sjældenhederne er smaragdstæren, den sorthovedede bi-æder og den Gulbenet honninggøg. En rekord for hvidbrystet kalkunhøne venter på bekræftelse. Parken er blevet udpeget som et vigtigt fugleområde (IBA) af BirdLife International, fordi den understøtter betydelige bestande af mange fuglearter.